# Trindadesturmvogel
Der Trindadesturmvogel (Pterodroma arminjoniana) auch Südtrinidad-Sturmvogel ist eine Vogelart aus der Familie der Sturmvögel. Es werden zwei Unterarten unterschieden. Das Brutgebiet der Art ist auf die Inselgruppe Trindade und Martim Vaz etwa 1150 Kilometer vor der Ostküste Brasiliens beschränkt. Die IUCN stuft den Trindadesturmvogel als gefährdet (vulnerable) ein und schätzt den Bestand grob auf zwischen 1.100 und 15.000 geschlechtsreife Individuen.

## Merkmale
Der Trindadesturmvogel erreicht eine Körperlänge von 34 bis 39 Zentimeter. Die Flügelspannweite beträgt 88 bis 102 Zentimeter und das Gewicht durchschnittlich 318 Gramm. Es besteht kein auffälliger Sexualdimorphismus.
Das Gefieder ist individuell sehr variabel gefärbt. Es wird generell zwischen einer hellen und einer dunklen Farbmorphe unterschieden; es gibt jedoch Individuen, die Merkmale beider Morphen aufweisen. Bei einigen Individuen tritt außerdem ein partieller Albinismus auf.
Die helle Farbmorphe hat einen überwiegend aschbraunen Kopf mit einem weißlichen Fleck an der seitlichen Schnabelbasis, kleine weiße Sprenkel auf der Stirn, ein weißes Kinn und eine weiße Kehle. Die Flügel sind auf der Oberseite dunkelgraubraun. Der Rücken ist dunkel aschbraun, die einzelnen Federn sind hell gesäumt. Die Steuerfedern sind schwarzbraun. Der Vorderhals, die Brustseiten und die Flanken sind fein grau und weiß gesprenkelt, die übrige Körperunterseite ist weiß. Lediglich die Unterschwanzdecken haben schwärzliche Spitzen. Die Beine sind weißlich rosa, die Schwimmhäute dagegen schwarz. Bei der dunklen Morphe sind Kopf und Körper braun. Auch die Beine sind bei dieser Morphe schwarz. Beiden Morphen gemeinsam ist der schwarze Schnabel und die braune Iris.
Es gibt mehrere Arten der Sturmvögel, mit denen der Trindadesturmvogel verwechselt werden kann. Sehr ausgeprägt ist die Ähnlichkeit mit dem Kermadec-Sturmvogel, bei dem gleichfalls eine helle und dunkle Farbmorphe vorkommt. Die helle Farbmorphe des Trindadesturmvogels weist außerdem Ähnlichkeit mit dem Phönixsturmvogel und dem Magentasturmvogel auf.

## Verbreitungsgebiet

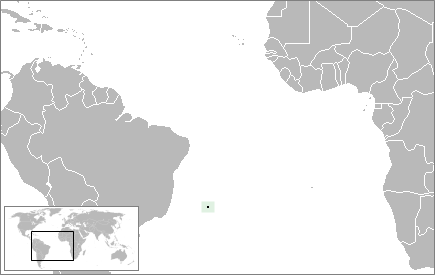
Brutgebiet vor der brasilianischen Küste

Das Brutgebiet des Trindadesturmvogels ist auf die Inselgruppe Trindade und Martim Vaz etwa 1150 Kilometer vor der Ostküste Brasiliens beschränkt.
Er wird ansonsten überwiegend über tropischen und subtropischen Meeren der Südhalbkugel beobachtet und kommt sowohl im Pazifik als auch im Atlantik und im Indischen Ozean vor. Noch nicht verifiziert sind Sichtungen vor der Küste Südafrikas, die möglicherweise bedeuten, dass es entweder bislang unbekannte Brutkolonien gibt oder dass die Art außerhalb der Fortpflanzungszeit weiter wandert als bislang angenommen.

## Lebensweise
Die Lebensweise des Trindadesturmvogels ist weitgehend unerforscht. Bekannt ist nur, dass sein Nahrungsspektrum auch Kopffüßer umfasst. Auf Trindade brüten die Vögel in Nischen der Klippen.

## Etymologie und Forschungsgeschichte
Die Erstbeschreibung des Trindadesturmvogels erfolgte 1884 durch Enrico Hillyer Giglioli und Tommaso Salvadori unter dem Namen Aestrelata Arminjoniana. Das Typusexemplar stammte von einer weltweiten Forschungsreise der  Pyrokorvette Magenta unter dem Kommando von Vittorio Francesco Arminjon (1830–1897) und wurde auf Trinidad gesammelt. 1856 führte Charles Lucien Jules Laurent Bonaparte die neue Gattung Pterodroma ein. Dieser Begriff leitet sich von den altgriechischen Wörtern πτερον pteron für „Flügel“ und -δρομος, τρεχω -dromos, trekhō für „-renner, -läufer, rennen“ ab. Der Artname »arminjoniana« ist dem Kommandanten der Expedition gewidmet.

## Gefährdung und Schutzmaßnahmen
Als Bodenbrüter war der Trindadesturmvogel auf Trindade seit Beginn des 18. Jahrhunderts durch eingeführte Hausschweine und Katzen sowie durch die Nachstellungen des Menschen gefährdet. Dies hat dazu geführt, dass er nur noch an unzugänglichen Klippen brütet. Die ebenfalls eingeführten Ziegen, die zu einer weitgehenden Entwaldung dieser Insel führten, wurden bis 1970 alle getötet. Es ist aber nicht bekannt, welchen Einfluss diese auf die Wahl des Niststandorts bei Trindadesturmvögel hatten. Martim Vaz war dagegen nie bewohnt, so dass es dort nach jetzigem Kenntnisstand keine eingeführten Säugetiere gibt. Allerdings wurde diese Insel früher gelegentlich bei Manövern von der brasilianischen Marine als Ziel von Schießübungen genutzt.

## Belege

### Einzelbelege
1. ↑   BirdLife Factsheet zum Trinidad-Sturmvogel, aufgerufen am 28. Mai 2011
2. ↑   Higgins, S. 440
3. ↑   Higgins, S. 441
4. ↑   BirdLife Factsheet zum Trindadesturmvogel, aufgerufen am 28. Mai 2011
5. ↑   Higgins, S. 441
6. 1 2  Enrico Hillyer Giglioli u. a. (1868), S. 452–453.
7. ↑  Charles Lucien Jules Laurent Bonaparte (1856), S. 768.
8. ↑  Pterodroma The Key to Scientific Names Edited by James A. Jobling